# Langenæs Kirke
Langenæs Kirke eller Langenæskirken er en nyere bykirke tegnet af arkitekten Arne Gravers og Johan Richter. Kirken er opført i røde mursten og ligger sammen med sognegården midt i boligkvarteret Langenæs i Aarhus.
Langenæs Sogn er udskilt fra Sankt Lukas sogn.
Langenæskirken er tegnet af arkitekterne Richter og Gravers. Richter har tegnet tre markante bygninger i Århus:
Århus Statsgymnasium (1958), Langenæskirken (indviet i 1966) og Musikhuset i Århus (indviet i 1982): et hus for uddannelse og lærdom, et hus for mennesker og tro, samt et hus for musik og kultur.
Konceptet ”Himlen ind – lyset ned – blikket ud” er formuleret af billedkunstner Elle-Mie Ejdrup Hansen og angiver, hvordan hun i sin aflæsning af kirkerummet har tilstræbt at folde kirkerummet ud og forløse Richters ideer med rummet og skabe en sammenhæng, Hvor lys og lyd understøtter liturgi og arkitektur. Samtidig med at kirken opdateres til det 21. århundrede, bevares dens tydelige træk fra 1960’erne.
Udsmykningen består i hovedtræk af gult malet glas mod syd og blåt mod nord, en lysspalte mellem kor og skib og et 42 kvm2. sandblæst glasparti, som viser himlen over Langenæs (fotograferet den 2. oktober 2012). Dertil kommer farvesætningen af kor, skib og våbenhus, såvel i form af malede flader som ved LED lys/armatur til loftet og bag Alteret. Kirkens facader genetableres med de karakteristiske ribber, og således integrerer hele renoveringen både kirkens ydre og indre.
Langenæs-kvarteret opstod i 1950’erne og den overordnede grundtanke var, at alle beboere skal have lys og luft med udsigt til himmel og horisont. Denne tankegang er grundlag for idéen om det store glasparti, hvor himlen over Langenæs føres i kunstnerisk form ind i kirkerummet.

## Eksterne kilder og henvisninger
- Wikimedia Commons har flere filer relateret til Langenæs Kirke
- Langenæs Kirke hos KortTilKirken.dk
- Langenæs Kirke hos danmarkskirker.natmus.dk (Danmarks Kirker, Nationalmuseet)